# Шифоновый бисквит
Шифоновый бисквит (англ. chiffon cake) — бисквит из яиц, сахара и муки с добавлением растительного масла. Обладает нежным сочным вкусом, лёгкой текстурой, при разрезании не крошится. Может использоваться для приготовления тортов и пирожных. Часто подаётся как самостоятельный десерт.

## Характеристика
В отличие от традиционного бисквита, не содержащего жиров, бисквитное тесто с содержанием сливочного, растительного масла или кондитерского жира трудно взбить в пышную пену, необходимую для получения пушистой бисквитной текстуры. Поэтому для таких рецептов яичные белки взбиваются отдельно от желтков и вводятся в тесто после смешивания других компонентов. Некоторые авторы рекомендуют добавлять в тесто разрыхлитель, хотя лёгкая и воздушная текстура шифонового бисквита достигается за счёт воздуха, содержащегося во взбитых белках.
В отличие от бисквита «женуаз», который изготавливается со сливочным маслом, шифоновый бисквит содержит растительное масло. Высокое содержание масла и яиц делает готовый бисквит влажным, его можно есть даже без дополнительных пропиток. Поскольку растительное масло не отвердевает даже при низких температурах, шифоновый бисквит не твердеет и не сохнет намного дольше, чем классический бисквит или женуаз. Благодаря этому свойству шифоновый бисквит лучше других подходит для кондитерских изделий с охлаждёнными или замороженными начинками, такими как мороженое или взбитые сливки. Вместе с тем отсутствие сливочного масла делает вкус шифонового бисквита менее насыщенным, чем у бисквита «женуаз».
Шифоновый бисквит можно печь в круглых формах для выпечки бисквитов, прослаивать различными начинками и покрывать глазурью.

## История
Шифоновый бисквит изобрёл в 1927 году страховой агент и любитель домашней выпечки Гарри Бейкер (1883—1974), живший в Огайо. В 1923 году Бейкер оказался замешанным в криминальную историю и был вынужден бросить семью и работу и уехать в Лос-Анджелес. Оставшись без средств к существованию, Бейкер занялся производством помадки и тортов. Несколько лет Бейкер посвятил поискам рецепта бисквита, который был бы легче и слаще «Пищи ангелов». Когда рецепт был найден, Бейкер прославился тем, что поставлял бисквиты с различными вкусами в рестораны сети «Brown Derby» и снабжал ими голливудских знаменитостей. В 1930-е годы, на пике предпринимательской карьеры, Гарри Бейкер работал по 18 часов в день, выпекая ежедневно по 48 тортов в двенадцати печах, которые он установил дома, причём для каждого торта тесто замешивалось отдельно. Бейкер продавал бисквиты по два доллара за штуку, в то время как средний заработок в США не достигал 150 долларов в месяц. Предприниматель держал рецепт в тайне в течение двадцати лет, скрытно вывозя на отдалённые мусорные свалки пустые бутылки из-под растительного масла. Секрет был раскрыт лишь в 1947 году, когда Бейкер продал рецепт корпорации General Mills. General Mills придумала бисквиту эффектное название (от шифоновой ткани) и опубликовала рецепт, назвав публикацию «крупнейшей кулинарной новостью за 100 лет». В 1950 году в брошюре Бетти Крокер бисквит назвали лёгким, как «Пища ангелов» и вкусным, как масляный бисквит.

## Приготовление
Для приготовления шифонового бисквита количество яичных белков должно превышать количество желтков. Яичные желтки взбивают, вмешивают растительное масло, не имеющее запаха, и воду. Желтково-масляную смесь соединяют с сахаром, разрыхлителем и ароматизирующими веществами (ванилин, лимонная цедра, порошок какао и т. п.), добавляют просеянную муку. Яичные белки взбивают отдельно с небольшим количеством сахара до крепких пиков, осторожно вводят белки в тесто. Важно, чтобы белки были взбиты до нужного уровня: недостаточно крепкая пена приводит к тому, что бисквит плохо поднимается и получается плотным; излишне крепкая пена делает торт более крупнопористым, а верхушка бисквита при выпекании растрескивается.
Тесто перекладывают в несмазанную форму для бисквита и выпекают в умеренно горячей печи. Форму с выпеченным бисквитом следует остужать в перевёрнутом состоянии, чтобы изделие не осело и середина не провалилась.

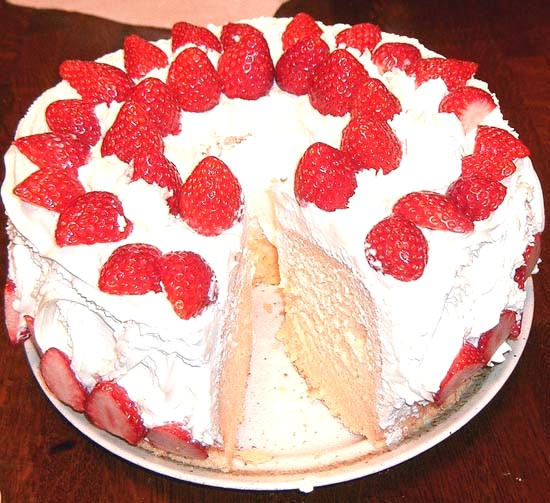
Шифоновый бисквит с клубникой и сливками
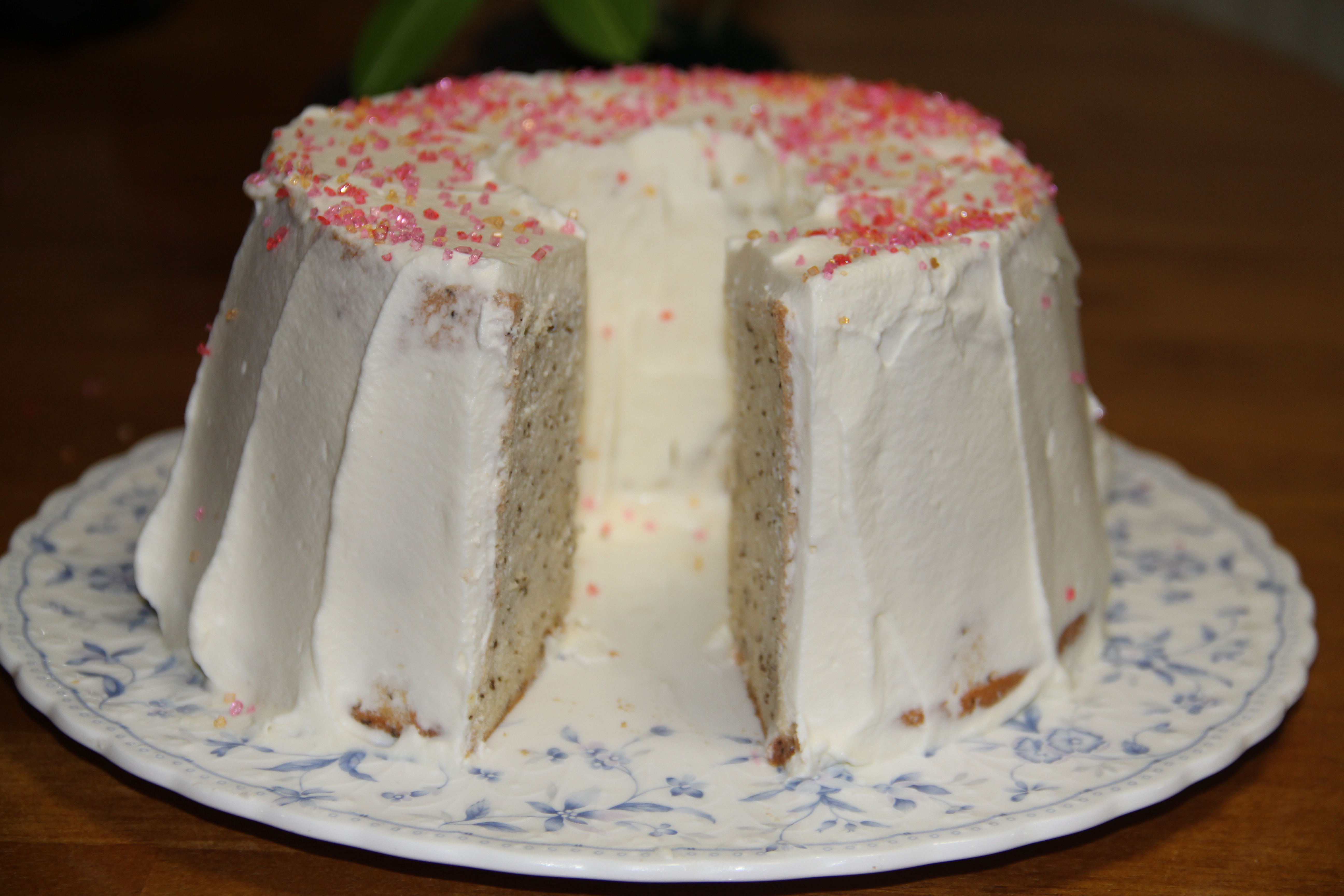
Шифоновый торт с маком
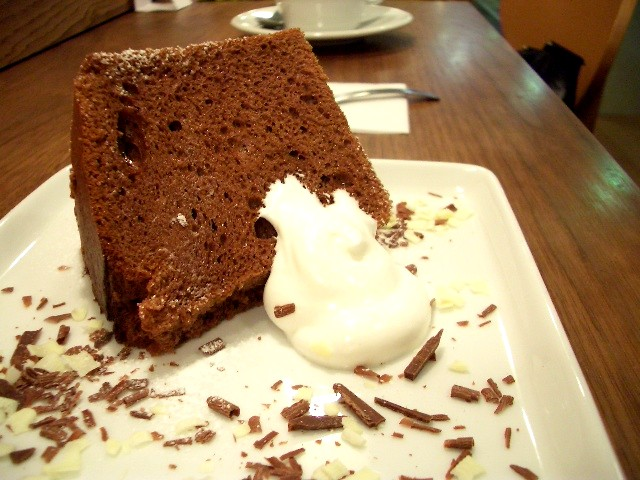
Шоколадный шифоновый бисквит
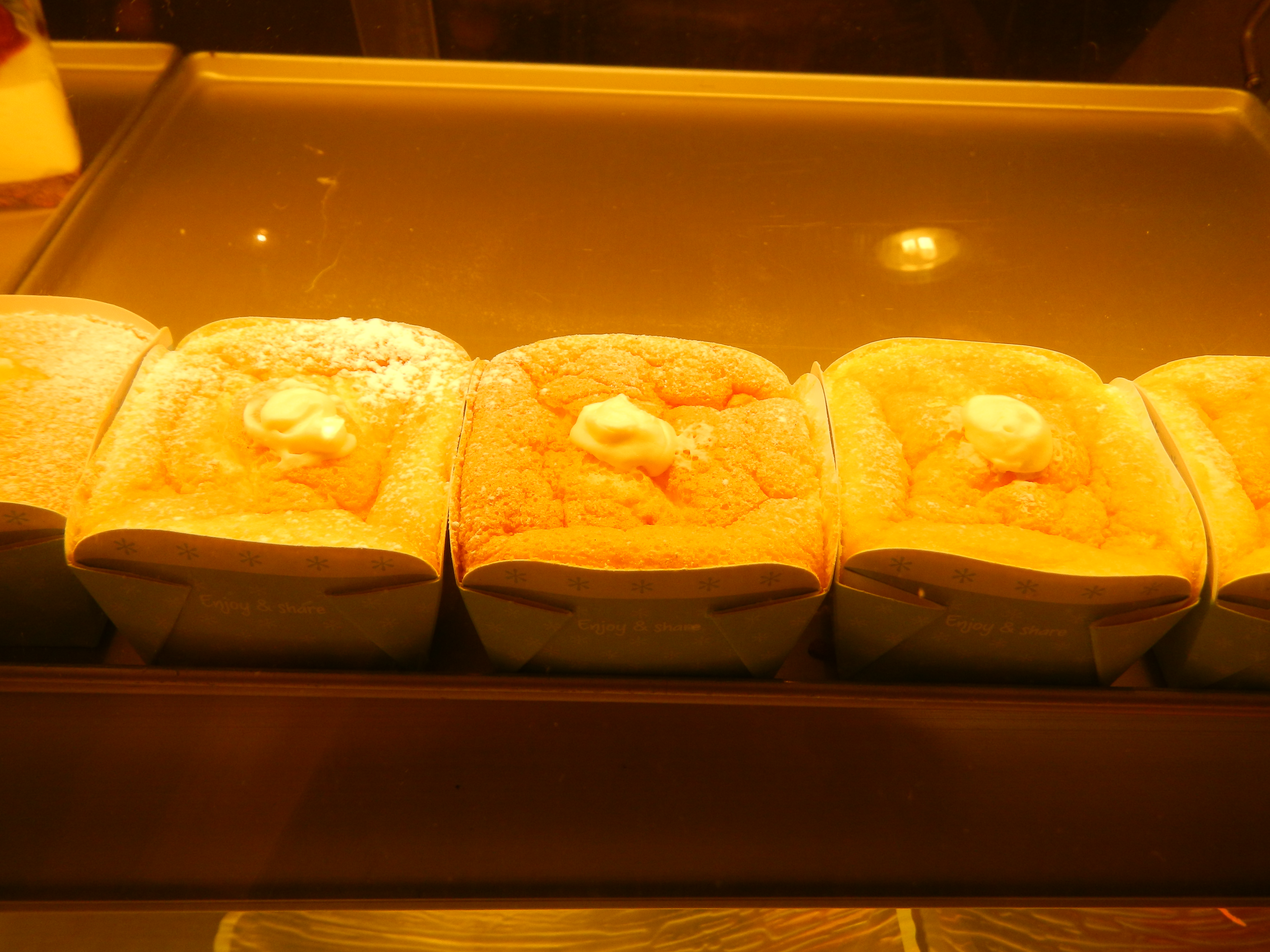
Пирожное «Хоккайдо»: шифоновый бисквит, заполненный сливками. French Baker (Филиппины)
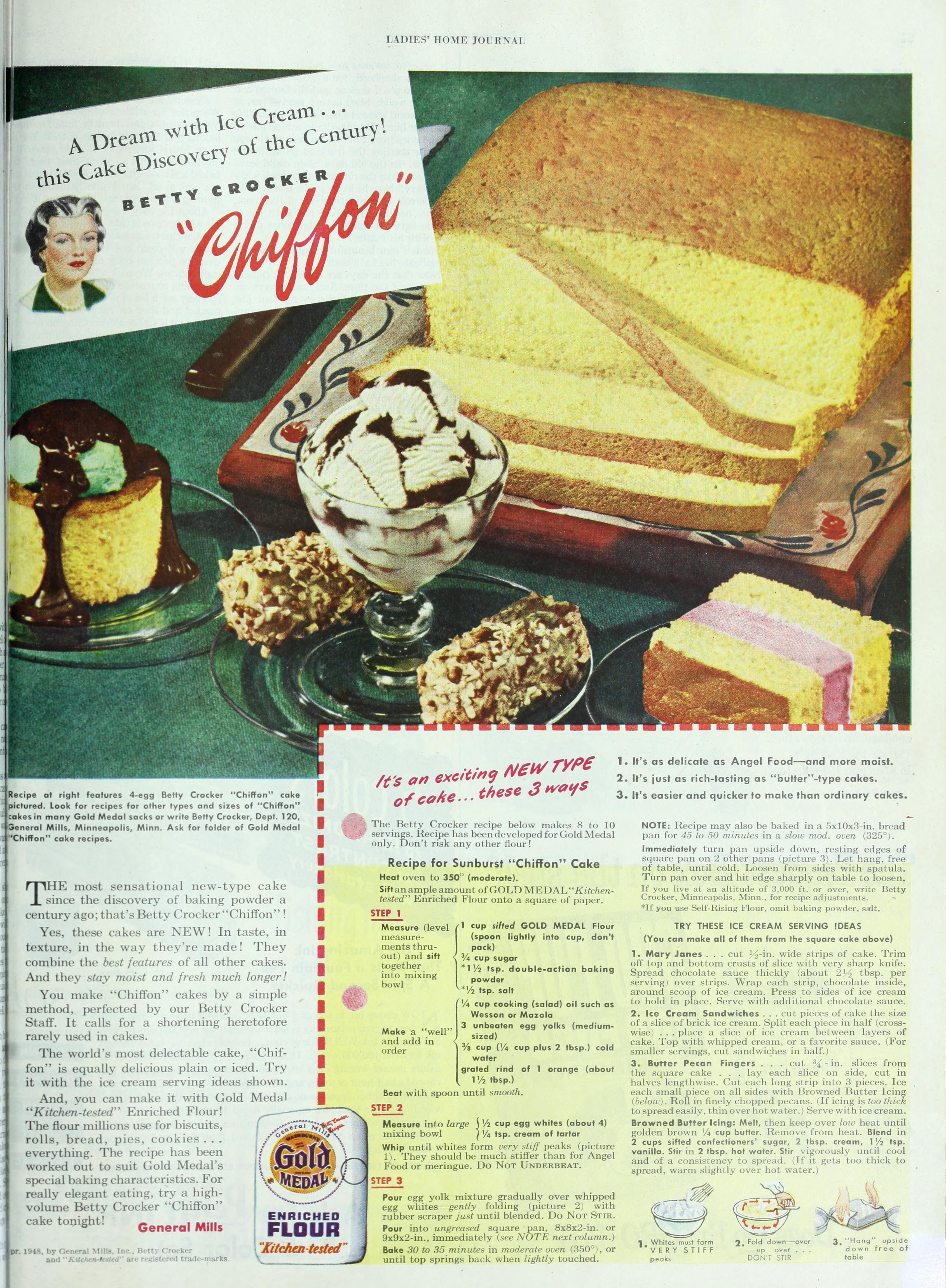
Реклама в журнале «The Ladies' home journal» (1948)